# Tánaiste
Tánaiste (plural: Tánaistithe), ou formalmente An Tánaiste, é o termo que na língua gaélica irlandesa designa o vice-primeiro-ministro ou vice-presidente do Governo da República da Irlanda. O tánaiste é eleito pelo taoiseach (primeiro-ministro), e nomeado pelo Presidente da República da Irlanda.
O tánaiste atua no lugar do taoiseach durante a sua ausência e até que um sucessor seja nomeado em caso de morte ou incapacidade permanente do mesmo. O tánaiste deve ser um ministro, e é, ex officio, membro do Conselho de Estado.
Na prática, é um título honorífico. Se houver uma coligação governamental, normalmente associada ao segundo líder do partido, que elege o departamento que pretende liderar. Num governo chefiado por um único partido, o tánaiste geralmente é um homem de Estado que também detém uma das menos importantes pastas ministeriais.
O cargo foi criado pela Constituição da República da Irlanda em 1937, em substituição do vice-presidente do Conselho Executivo (vice-presidente do Conselho Executivo), que existia sob a Constituição do Estado Livre Irlandês (1922-1937).

## Lista dostánaistithe
| #   | Nome                             | Desde                   | Até                     | Partido                |
| --- | -------------------------------- | ----------------------- | ----------------------- | ---------------------- |
| 1.  | Seán T. O'Kelly                  | 29 de dezembro de 1937  | 14 de junho de 1945     | Fianna Fáil            |
| 2.  | Seán Lemass (1º mandato de 3)    | 14 de junho de 1945     | 18 de fevereiro de 1948 | Fianna Fáil            |
| 3.  | William Norton (1. Term2)        | 18 de fevereiro de 1948 | 13 de junho de 1951     | Partido Trabalhista    |
|     | Seán Lemass (2º mandato de 3)    | 13 de junho de 1951     | 2 de junho de 1954      | Fianna Fáil            |
|     | William Norton (2º mandato de 2) | 2 de junho de 1954      | 20 de março de 1957     | Partido Trabalhista    |
|     | Seán Lemass (3º mandato de 3)    | 20 de março de 1957     | 23 de junho de 1959     | Fianna Fáil            |
| 4.  | Seán MacEntee                    | 23 de junho de 1959     | 21 de abril de 1965     | Fianna Fáil            |
| 5.  | Frank Aiken                      | 21 de abril de 1965     | 2 de julho de 1969      | Fianna Fáil            |
| 6.  | Erskine H. Childers              | 2 de julho de 1969      | 14 de março de 1973     | Fianna Fáil            |
| 7.  | Brendan Corish                   | 14 de março de 1973     | 5 de julho de 1977      | Partido Trabalhista    |
| 8.  | George Colley                    | 5 de julho de 1977      | 30 de junho de 1981     | Fianna Fáil            |
| 9.  | Michael O'Leary                  | 30 de junho de 1981     | 9 de março de 1982      | Partido Trabalhista    |
| 10. | Ray MacSharry                    | 9 de março de 1982      | 14 de dezembro de 1982  | Fianna Fáil            |
| 11. | Dick Spring (1º mandato de 3)    | 14 de dezembro de 1982  | 20 de janeiro de 1987   | Partido Trabalhista    |
| 12. | Peter Barry                      | 20 de janeiro de 1987   | 10 de março de 1987     | Fine Gael              |
| 13. | Brian Lenihan                    | 10 de março de 1987     | 31 de outubro de 1990   | Fianna Fáil            |
| 14. | John P. Wilson                   | 13 de novembro de 1990  | 12 de janeiro de 1993   | Fianna Fáil            |
|     | Dick Spring (2º mandato de 3)    | 12 de janeiro de 1993   | 17 de novembro de 1994  | Partido Trabalhista    |
| 15. | Bertie Ahern                     | 19 de novembro de 1994  | 15 de dezembro de 1994  | Fianna Fáil            |
|     | Dick Spring (3º mandato de 3)    | 15 de dezembro de 1994  | 26 de junho de 1997     | Partido Trabalhista    |
| 16. | Mary Harney                      | 26 de junho de 1997     | 13 de janeiro de 2005   | Fianna Fáil            |
| 17. | Michael McDowell                 | 13 de janeiro de 2005   | 14 de junho de 2007     | Democrata Progressista |
| 18. | Brian Cowen                      | 14 de junho de 2007     | 7 de maio de 2008       | Fianna Fáil            |
| 19. | Mary Coughlan                    | 7 de maio de 2008       | 9 de março de 2011      | Fianna Fáil            |
| 20. | Eamon Gilmore                    | 9 de março de 2011      | 4 de julho de 2014      | Partido Trabalhista    |
| 21. | Joan Burton                      | 4 de julho de 2014      | 6 de maio de 2016       | Partido Trabalhista    |
| 22. | Frances Fitzgerald               | 6 de maio de 2016       | 28 de novembro de 2017  | Fine Gael              |
| 23. | Simon Coveney                    | 28 de novembro de 2017  | 27 de junho de 2020     | Fine Gael              |
| 24. | Leo Varadkar                     | 27 de junho de 2020     | 17 de dezembro de 2022  | Fine Gael              |
| 25. | Micheál Martin                   | 17 de dezembro de 2022  | 23 de janeiro de 2025   | Fianna Fáil            |
| 26. | Simon Harris                     | 23 de janeiro de 2025   | presente                | Fine Gael              |